# Carsten Braun

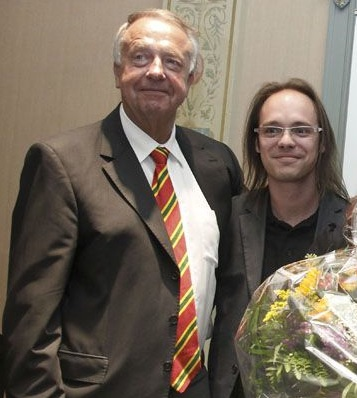
Carsten Braun (rechts) mit dem Beauftragten der Bundesregierung für Kultur und Medien Bernd Neumann bei der Verleihung des BKM-Preises für kulturelle Bildung 2011

Carsten Braun (* 1978 in Simmern/Hunsrück) ist ein deutscher Komponist und Musikpädagoge.

## Leben
Carsten Braun wuchs in Gemünden (Hunsrück) auf. Nach dem Abitur in Simmern studierte er an der Musikhochschule Weimar sowie der Universität Mainz Schulmusik, Geschichte, Tonsatz und Gehörbildung u. a. bei Hans-Jürgen Kaiser und Egidius Doll (Orgel), Bernd Frank (Klavier), Joachim Beez und Jürgen Blume (Tonsatz).
Frühe Werke bestehen in teilweise freitonalen Kompositionen, besonders seine Orgelwerke, und zeigen einen hohen Anteil an kammer- sowie kirchenmusikalischen Werken. Seit 2004 verlagerte er sein Schaffen auf die Bereiche der Film-, Rock- und elektronischen Musik. Gleichzeitig war Carsten Braun von 2005 bis 2010 Dozent für Schulpraktisches Klavierspiel und Tonsatz an der Universität Mainz und Jurymitglied beim 1. Koblenzer Kompositionswettbewerb 2007.
Von 2009 bis 2014 war er musikalischer Leiter der Schinderhannes-Festspiele in Simmern. Dort arbeitete er unter anderem mit den Regisseuren Daniel Witzke und Joerg Steve Mohr zusammen. In der deutschen Festspiellandschaft konnten sich die Schinderhannes-Festspiele durch den Verzicht auf Repertoirestücke zugunsten zeitgenössischer Uraufführungen eine Nische erobern. Hieran haben die einprägsamen Melodien und farbigen Arrangements Brauns einen entscheidenden Anteil.
Für die Landesmusikjugend Rheinland-Pfalz schrieb er zwischen 2009 und 2011 die Musik des bundesweit mehrfach ausgezeichneten Projektes Der unbekannte Krieg. Sein Requiem bildete den Mittelpunkt des Projekts und Grundlage der darum konzipierten multimedialen Inszenierung sowie der didaktischen Aufbereitung. Die Musik des Requiems verbindet erstmals seinen klassischen Background mit seinem Faible für elektronische Musik. Am 11. November 2017 wurde das Requiem anlässlich des Jahrestags des Endes des Ersten Weltkriegs in der belgischen Stadt Arlon durch Chöre und Ensembles aus Deutschland und Belgien aufgeführt.
2015 wurde im Rahmen der Burgfestspiele Mayen Brauns Musical Genoveva nach Texten von Peter Nüesch uraufgeführt. Hierbei verwob Braun mittelalterliche Klänge mit modernen Rocksounds.
Im Herbst 2015 vertonte Braun im Auftrag der Lewis Carroll Society of North America das einleitende Gedicht aus Lewis Carrolls Alice im Wunderland, „All in the golden Afternoon“. Die Komposition wurde als einziger musikalischer Beitrag zu den Alice150-Festlichkeiten am 9. Oktober 2015 im NYIT Auditorium am New Yorker Broadway uraufgeführt.

Carsten Braun (links) mit Prof. Jan Schumacher während der Vorbereitung der Uraufführung von Brauns Vertonung von Goethes Totentanz 2024

Im März 2018 fand die Uraufführung von Brauns Gloria-Vertonung für Chor, Orchester und Solisten (Kompositionsauftrag des Konzertchors Köln) unter der Leitung von Jonas Manuel Pinto in der Kölner Philharmonie statt. Im Februar 2025 wurde seine Vertonung der Goethe-Ballade "Totentanz" durch Chor und Orchester der Universität Frankfurt/Main uraufgeführt. Die Leitung hatte Universitäts-Musikdirektor Prof. Jan Schumacher.

## Werke (Auswahl)
- Christmas Greetings für gemischten Chor, Klavier und Streicher (UA Dezember 2000)
- 6 Charakterstücke über den Choral O Heiland, reiß die Himmel auf für Orgel (UA November 2005)
- Der 150. Psalm für Alt-Solo, gemischten Chor und Orchester (UA Dezember 2005)
- Musical Elin – Begegnung mit der Zeit (UA September 2006)
- O lieb, solang du lieben kannst Liederzyklus nach Ferdinand Freiligrath (UA September 2007)
- Nun Gute Nacht Liederzyklus nach Clemens Brentano (UA September 2008)
- Requiem Der unbekannte Krieg Fassung für gemischten Chor, Kinderchor, Orchester, Blechbläserquintett und Elektronik (UA Mai 2010)
- Musical Julchen (UA Juni 2010)
- Requiem Der unbekannte Krieg Fassung für Sopran-Solo, Klavier und Blechbläserquintett (UA Mai 2011)
- Bilanz Bühnenmusik zu „Jedermann“ von Hugo von Hofmannsthal für Sopran-Solo, gemischten Chor, Klavier und Streichquartett (UA März 2011)
- Musical Carl Zuckmayers Schinderhannes (UA Juni 2012)
- Musical Genoveva (UA Juni 2015)
- All in the golden Afternoon nach Lewis Carroll (UA Oktober 2015)
- Gloria für Soli, gemischten Chor und Orchester (UA März 2018)
- Totentanz für Chor, Orchester und Rockband (UA Februar 2025)

## Auszeichnungen
- Juli 1994: Verleihung des Günter-Felke-Preises für Musik
- April 2002: Preisträger beim Bundeswettbewerb Schulpraktisches Klavierspiel
- September 2011: BKM-Preis Kulturelle Bildung der Bundesregierung für das Projekt Der unbekannte Krieg
- Dezember 2011: Preisträger beim SWR1 Weihnachtssong-Contest für Christmas Greetings
- März 2012: Verleihung der Ehrennadel der Stadt Simmern/Hunsrück